# Улица Самойловича (Чернигов)
Улица Самойловича (укр. Вулиця Самойловича) — улица в Деснянском районе города Чернигова. Пролегает от улицы Киевская до улицы Васильченко, исторически сложившаяся местность (район) Берёзки.
Нет примыкающих улиц.

## История
На «Плане города Чернигова 1908 года» улица не обозначена. 2-й Старокиевский переулок был проложен в период 1908—1916 года. В 1909 году на непарной стороне улицы был построен пивзавод (сейчас здесь продовольственная компания «Ясень»).
В 1960 году улица получила современное название — в честь медика, основателя эпидемиологии в Российской империи Даниила Самойловича Самойловича.

## Застройка
Парная сторона улицы занята усадебной застройкой, непарная сторона — нежилой застройкой (территория продовольственной компании «Ясень») — относится к Киевской улице.
Учреждения: нет